# Ayuntamiento de San Vicente del Raspeig
El Ayuntamiento de San Vicente del Raspeig (en valenciano: Ajuntament de Sant Vicent del Raspeig) es la institución que se encarga de gobernar el municipio de San Vicente del Raspeig, Alicante. Está presidido por el alcalde de San Vicente del Raspeig, que desde 1979 es elegido democráticamente por sufragio universal. Actualmente ejerce de alcalde del municipio José Rafael Pascual Llopis, del PP, desde el año 2024.
El municipio, tal como dice la Constitución española posee propia autonomía, con plena personalidad jurídica. El ayuntamiento realiza el gobierno y la administración, a través del alcalde y los concejales.

## Organización territorial
La ciudad de San Vicente del Raspeig (España) está gobernada y administrada por el Ayuntamiento de San Vicente del Raspeig. La ciudad se conforma por el casco urbano y por 5 partidas rurales, que a su vez se subdividen en barrios.
| Organización     | Topónimo                                                          |
| ---------------- | ----------------------------------------------------------------- |
| Casco urbano     |                                                                   |
| Partidas rurales | - Boqueres - Canastell - Inmediaciones - Torregroses - El Raspeig |

## Casa consistorial

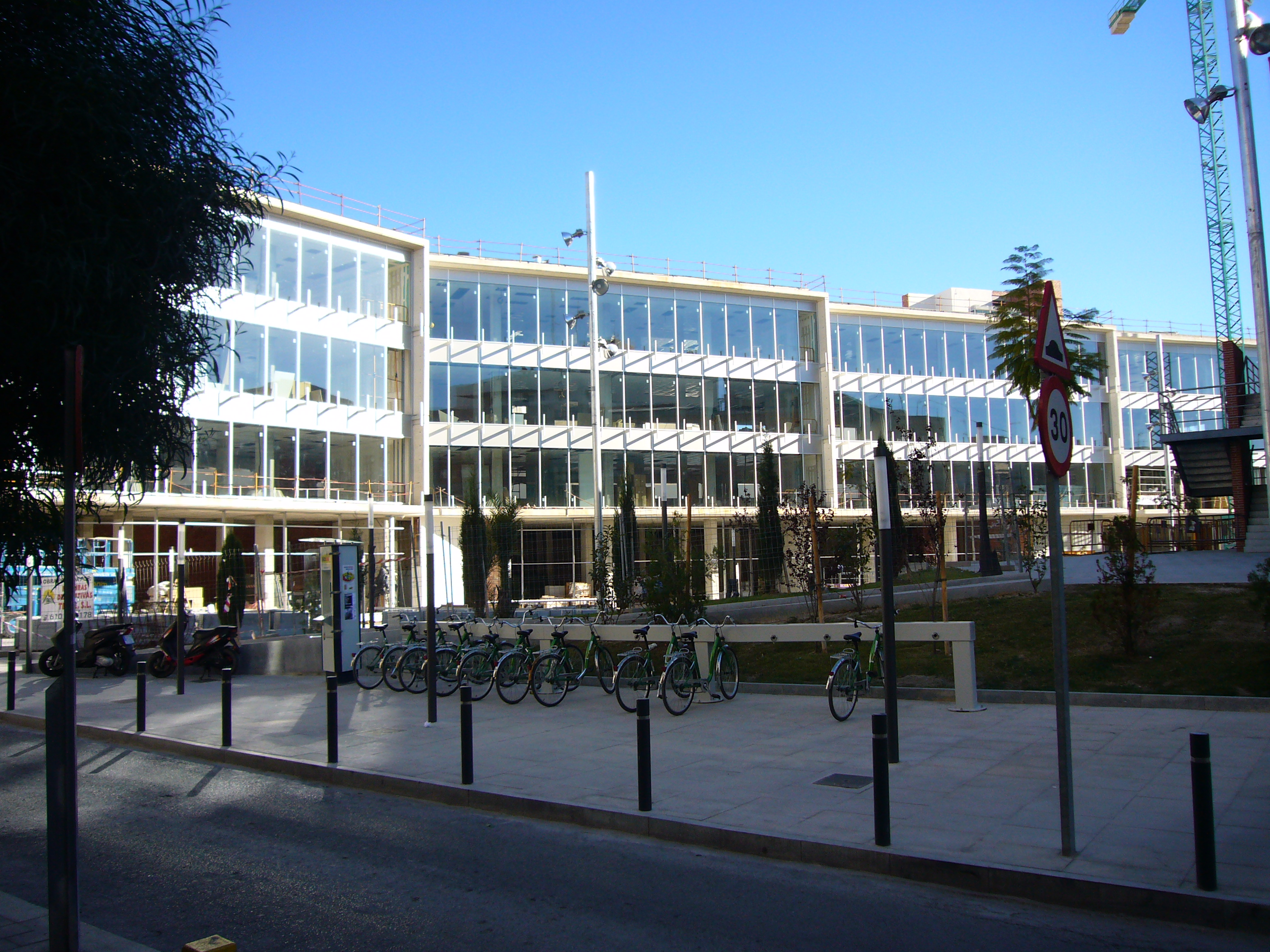
Casa consistorial en obras (2007)

La actual casa consistorial, sede del Ayuntamiento de San Vicente del Raspeig, se ubica en la plaza de la Comunidad Valenciana, entre las calles Pintor Picasso y Cervantes. Fue inaugurado en 2009 y tuvo un coste de 14 millones de euros. Con una superficie de unos 6.000 m², se trata de un inmueble de tres alturas, que en la planta baja alberga locales y aparcamiento subterráneo para 320 vehículos. El edificio alberga la gran mayoría de departamentos administrativos municipales, así como los grupos políticos. En el hall, se encuentra el salón de plenos y la Oficina de Atención al Ciudadano (Civic).

## Dependencias municipales
| Área                    | Dependencias |
| ----------------------- | --- |
| Turismo                 | - Antiguo Ayuntamiento |

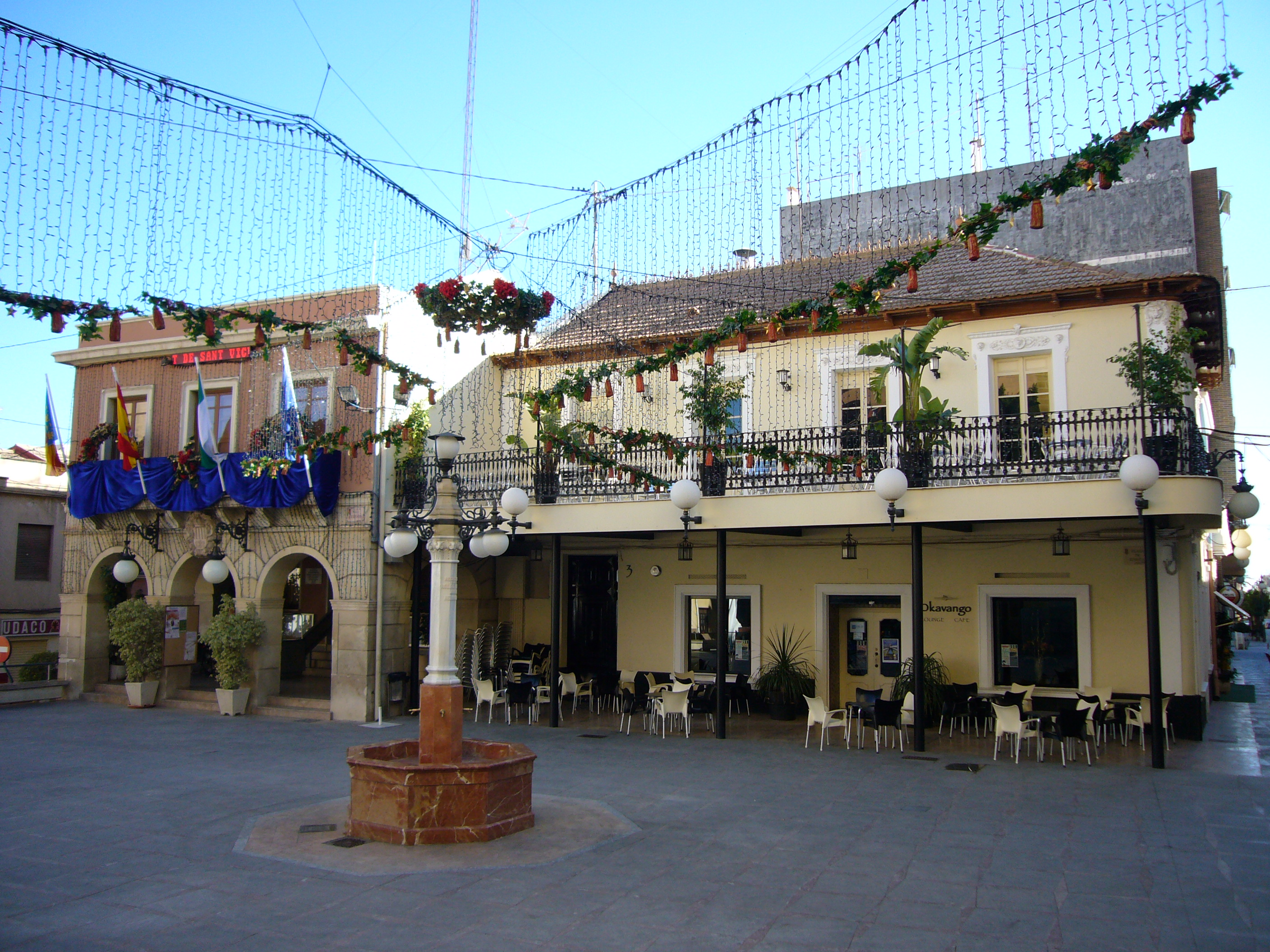
Viejo ayuntamiento

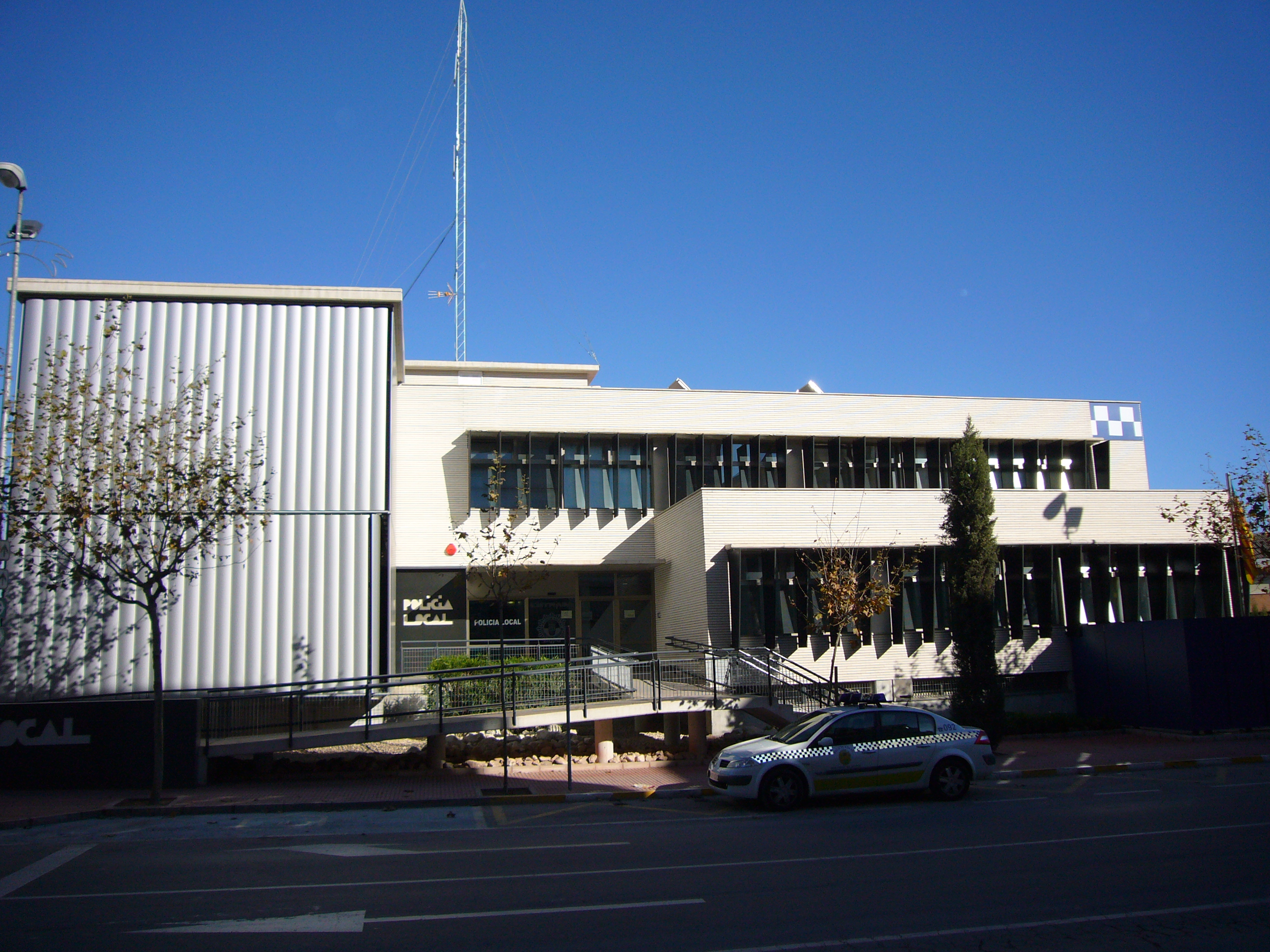
Cuartel de la Policía Local

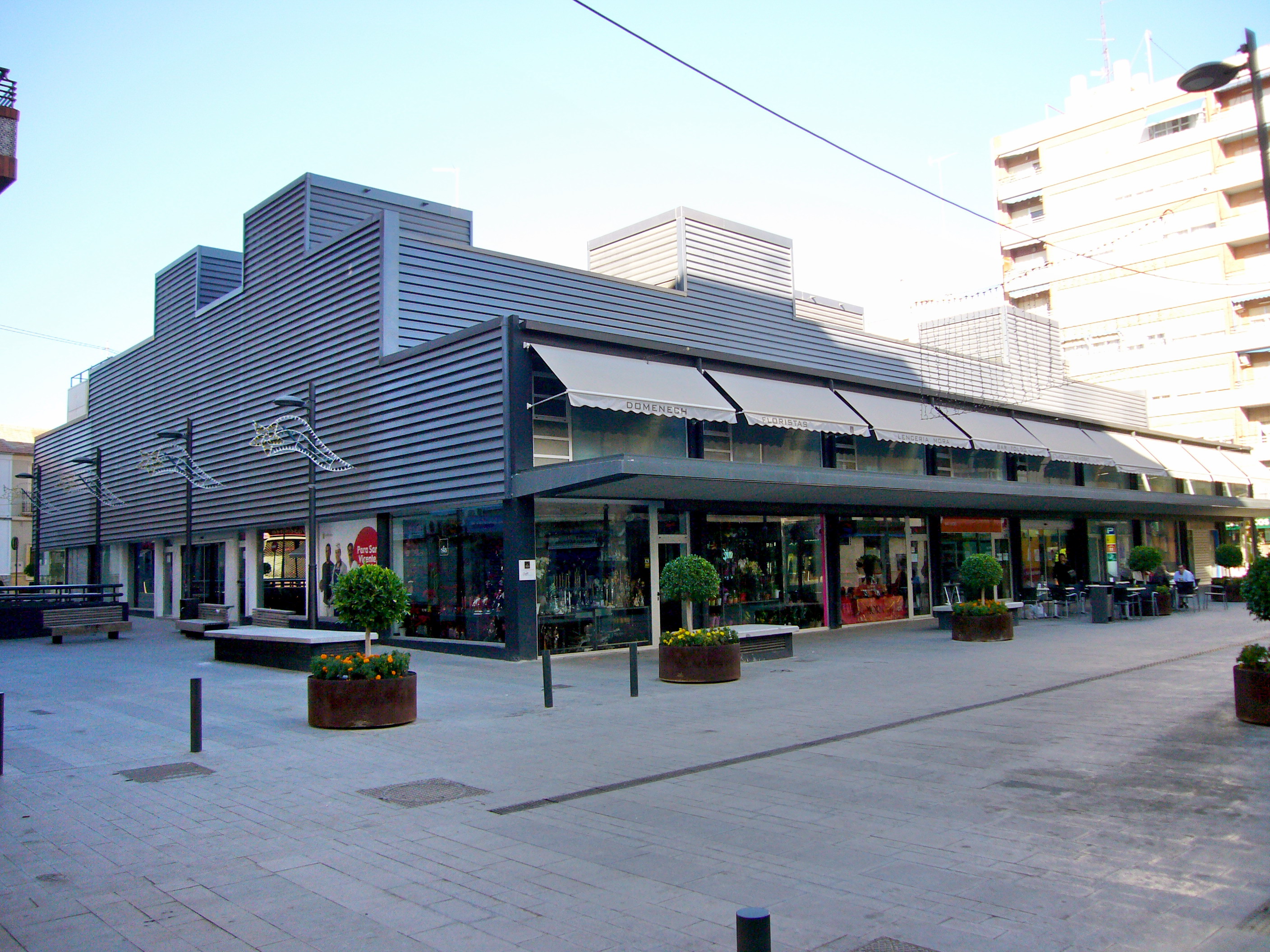
Mercado municipal de abastos

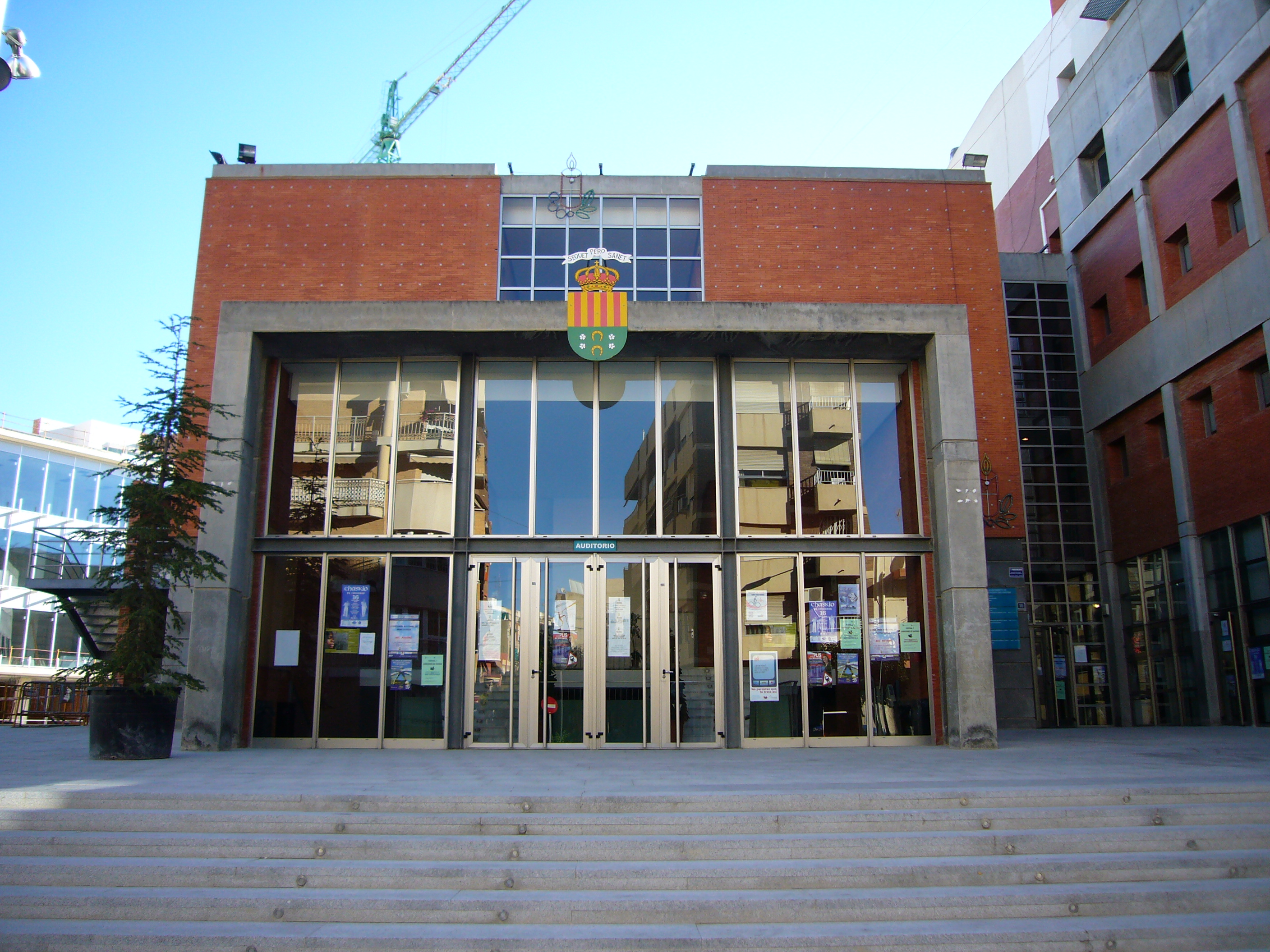
Auditorio municipal

| Cultura                 | - Archivo Municipal - Biblioteca municipal Miguel Delibes - Biblioteca municipal Infantil Miguel Hernández - Auditorio municipal - Museo del Aceite La Almazara |
| Deportes                | - Ciudad deportiva municipal - Complejo Deportivo Sur |
| Fiestas                 | - Casal de la Festa |
| Educación               | - Conservatorio Profesional Municipal de Música Vicente Lillo Cánovas - Conservatorio Municipal de Danza - Escuela Pública de Adultos                           |
| Consumo                 | - OMIC |
| Juventud                | - Los Molinos |
| Comercio y Empleo       | - Caserón Haygón - Centro Polifuncional Empresarial - Mercado Municipal de Abastos - Vivero Municipal de Empresas                                               |
| Cementerio              | - Cementerio |
| Seguridad               | - Policía Local - Protección Civil |
| Participación Ciudadana | - Casa de asociaciones |
| Medio Ambiente          | - OIMA |
| Mayores                 | - Centro del Mayor |

## Alcaldes
El alcalde de San Vicente del Raspeig  es el encargado de presidir el Ayuntamiento de San Vicente del Raspeig según la Ley de Bases de Régimen Local. Actualmente Jesús Villar Notario (PSPV-PSOE) ocupa el cargo de alcalde de San Vicente del Raspeig desde 2015.
| Periodo   | Nombre                                                                                               | Partido                                                              |
| --------- | --- | -------------------------------------------------------------------- |
| 1979-1983 | Gabriel Molina Villegas                                                                              | Partit Socialista del País Valencià (PSPV-PSOE)                      |
| 1983-1987 | Jaime Antón Gosálvez                                                                                 | Partit Socialista del País Valencià (PSPV-PSOE)                      |
| 1987-1991 | Jaime Antón Gosálvez                                                                                 | Partido San Vicente Independiente (PSVI)                             |
| 1991-1995 | Fermín Aliaga Aliaga (1991) José Manuel Monllor Lillo (1991-1993) Francisco Canals Beviá (1993-1995) | Partido Popular (PP) Partit Socialista del País Valencià (PSPV-PSOE) |
| 1995-1999 | Francisco Canals Beviá                                                                               | Partit Socialista del País Valencià (PSPV-PSOE)                      |
| 1999-2003 | Francisco Canals Beviá (1999-2001) Luisa Pastor Lillo (2001-2003)                                    | Partit Socialista del País Valencià (PSPV-PSOE) Partido Popular (PP) |
| 2003-2007 | Luisa Pastor Lillo                                                                                   | Partido Popular (PP)                                                 |
| 2007-2011 | Luisa Pastor Lillo                                                                                   | Partido Popular (PP)                                                 |
| 2011-2015 | Luisa Pastor Lillo                                                                                   | Partido Popular (PP)                                                 |
| 2015-2019 | Jesús Javier Villar Notario                                                                          | Partit Socialista del País Valencià (PSPV-PSOE)                      |
| 2019-2023 | Jesús Javier Villar Notario                                                                          | Partit Socialista del País Valencià (PSPV-PSOE)                      |

## Pleno
A continuación se lista la estadística de partidos que han obtenido representación con concejales obtenidos en el municipio de San Vicente del Raspeig desde la primera legislatura democrática hasta la actualidad.
| Partido político    | Partido político                                                           | 1979   | 1983   | 1987   | 1991   | 1995   | 1999   | 2003   | 2007   | 2011   | 2015   | 2019   | 2023   |
| Partido político    | Partido político                                                           | Ediles | Ediles | Ediles | Ediles | Ediles | Ediles | Ediles | Ediles | Ediles | Ediles | Ediles | Ediles |
|                     | Partido Popular (PP)-Alianza Popular (AP)                                  | 1      | 3      | 2      | 2      | 7      | 8      | 11     | 12     | 15     | 7      | 4      | 9      |
|                     | Partit Socialista del País Valencià (PSPV-PSOE)                            | 8      | 14     | 7      | 9      | 8      | 9      | 7      | 7      | 6      | 5      | 10     | 8      |
|                     | Vox                                                                        | —      | —      | —      | —      | —      | —      | —      | —      | —      | —      | 2      | 5      |
|                     | Podem-Sí Se Puede                                                          | —      | —      | —      | —      | —      | —      | —      | —      | —      | 3      | 1      | 2      |
|                     | Compromís-Bloc Nacionalista Valencià (BNV)-Unitat del Poble Valencià (UPV) | —      | —      | —      | 0      | —      | —      | 1      | 0      | 0      | 3      | 1      | 1      |
|                     | Ciudadanos (CS)                                                            | —      | —      | —      | —      | —      | —      | —      | —      | —      | 3      | 5      | 0      |
|                     | Esquerra Unida del País Valencià (EUPV)-Partido Comunista de España (PCE)  | 6      | 2      | 1      | 1      | 3      | 2      | 2      | 2      | 4      | 4      | 2      | Podem  |
|                     | Guanyar Sant Vicent-Acord Ciutadà                                          | —      | —      | —      | —      | —      | —      | —      | —      | —      | 4      | —      | —      |
|                     | Partido San Vicente Independiente (PSVI)                                   | —      | —      | 9      | 9      | 3      | 2      | EUPV   | —      | —      | —      | —      | —      |
|                     | Centro Democrático y Social (CDS)-Unión de Centro Democrático (UCD)        | 6      | —      | 2      | 0      | —      | —      | —      | —      | —      | —      | —      | —      |
|                     | Grupo de Electores Independiente (GEI)                                     | —      | 2      | —      | —      | —      | —      | —      | —      | —      | —      | —      | —      |
| Total de concejales | Total de concejales                                                        | 21     | 21     | 21     | 21     | 21     | 21     | 21     | 21     | 25     | 25     | 25     | 25     |

Concejales no adscritos
Durante los mandatos que aparecen en la tabla anterior, ha habido ediles electos, que por diversos motivos, dejaron de pertenecer al grupo por el que se presentaron, situación conocida como transfuguismo. A continuación se lista el histórico de concejales y alcaldes no adscritos en la etapa democrática de San Vicente del Raspeig:
| Regidores no adscritos | Partido             | Fecha                   | Motivo                                      |
| Miguel Varó            | PSVI                | 3 de septiembre de 1991 | Dimite del PSVI                             |
| Francisco Canals       | PSOE                | 8 de septiembre de 2000 | Es expulsado por el PSOE                    |
| José Gadea             | PSOE                | 31 de mayo de 2001      | Dimite del PSOE                             |
| Elena Moltó            | PSOE                | 31 de mayo de 2001      | Dimite del PSOE                             |
| Célia Sáez             | PSOE                | 31 de mayo de 2001      | Dimite del PSOE                             |
| Mercedes Medina        | PSOE                | 31 de mayo de 2001      | Dimite del PSOE                             |
| José Victorio Baudí    | PSVI                | 24 de octubre de 2001   | Dimite del PSVI                             |
| Auxiliadora Zambrana   | Sí Se Puede-Podemos | 29 de noviembre de 2016 | Es expulsada por Sí Se Puede                |
| Juan Manuel Marín      | Ciudadanos          | 25 de enero de 2017     | Toma posesión directamente como no adscrito |

### Corporación actual
El Consejo Municipal es el órgano máximo de representación política de los ciudadanos en el gobierno de la ciudad de Barcelona. Está formado por 41 concejales, elegidos por sufragio universal cada cuatro años. El consejo Consejo Municipal está presidido por el alcalde y funciona en sesiones plenarias y mediante comisiones.
La distribución actual de los concejales del Consejo Municipal, tras las elecciones municipales celebradas en mayo de 2015, es la siguiente:
| Grupo municipal     | Votos | %       | Concejales | Miembros del grupo municipal |
| ------------------- | ----- | ------- | ---------- | --- |
| Partido Popular     | 7102  | 26,52 % | 7          | José Rafael Pascual, Mercedes Torregrosa, María Ángeles Genovés, Antonio Carbonell, Carmen Victoria Escolano, Saturnino Álvarez y Mariela Torregrosa |
| PSOE                | 5338  | 19,94 % | 5          | Jesús Villar, María Isabel Martínez, Manuel Martínez, Asunción París y José Luis Lorenzo                                                             |
| Guanyar Sant Vicent | 3569  | 13,33 % | 4          | Mariló Jordà, Alberto Beviá, Nuria Pascual y Javier Martínez                                                                                         |
| Sí Se Puede-Podemos | 3567  | 13,32 % | 2          | David Navarro y Bienvenido Gómez |
| Ciudadanos          | 3458  | 12,91 % | 2          | María del Mar Ramos y Alejandro Navarro |
| Compromís           | 2679  | 10,01 % | 3          | Ramón Leyda, Begoña Monllor y Isalia Gutiérrez |
| No adscritos        |       |         | 2          | Auxiliadora Zambrana y Juan Manuel Marín |

Ediles dimitidos 2015-2019
- PP: Luisa Pastor Lillo y Manuel Marco
- PSOE: Manuel Martínez
- Ciudadanos: Serafín Serrano
- Compromís: Agustí Ferre

### Órganos municipales
- Pleno municipal: Se celebran todos los últimos miércoles de cada mes, a las 19 horas, en el salón plenario del Ayuntamiento de San Vicente del Raspeig. Son abiertos al público en general. Desde las elecciones de 2011, la corporación municipal está compuesta por 25 concejales, tres más que en legislaturas anteriores tras superarse la cifra de 50.000 habitantes empadronados.

- Junta de Gobierno Local: Se celebra todos los jueves de cada semana, a las 11:30 horas, en la sala de juntas de Alcaldía, en el Ayuntamiento de San Vicente del Raspeig.

- Patronato Municipal de Deportes: Organismo autónomo local encargado de la gestión del deporte de San Vicente del Raspeig. Tiene su propia estructura de gobierno donde el Consejo Rector es su Pleno particular.

### Áreas municipales
El Ayuntamiento realiza su tarea de Gobierno a través de 8 áreas de gestión que incluyen varias delegaciones, al frente de cada cual hay un Delegado (concejal) del Equipo de Gobierno.
| Áreas                                          | Delegaciones |
| ---------------------------------------------- | --- |
| Presidencia y Gobernación                      | Secretaría. Informática. Comunicación. Participación Ciudadana. Radio Municipal. Policía Local. Seguridad Ciudadana. Protección Civil.             |
| Administración General                         | Contratación. Recursos Humanos. Asesoría jurídica. Patrimonio.                                                                                     |
| Hacienda                                       | Intervención. Tesorería. Gestión Tributaria. Ocupación vía pública.                                                                                |
| Arquitectura y Urbanismo                       | Arquitectura pública. Planeamiento y gestión. Arquitectura privada. Servicios jurídicos.                                                           |
| Infraestructuras, Servicios y Medio Ambiente   | Infraestructuras. Servicios urbanos. Transportes. Mantenimiento de edificios. Alumbrado público. Medio Ambiente. Parques y Jardines. Cementerio.   |
| Empleo, Desarrollo Local, Comercio y Turismo   | Empleo y Desarrollo Local. Comercio. Turismo. |
| Bienestar Social, Educación, Sanidad y Consumo | Servicios Sociales. Atención a la dependencia. Integración e igualdad. Educación. Conservatorio de Música y Danza. Sanidad. Consumo (OMIC). Mayor. |
| Sociocultural                                  | Deportes. Cultura. Fiestas. Juventud. |

## Resultados electorales
| Partido político                                | 2023      | 2023      | 2023       | 2019  | 2019  | 2019       | 2015  | 2015  | 2015       | 2011   | 2011  | 2011       | 2007   | 2007  | 2007       |
| Partido político                                | Votos     | %         | Concejales | Votos | %     | Concejales | Votos | %     | Concejales | Votos  | %     | Concejales | Votos  | %     | Concejales |
| Partido Popular (PP)                            | 8695      | 31,81     | 9          | 3828  | 15,87 | 4          | 7102  | 26,52 | 7          | 13 397 | 54,57 | 15         | 11 618 | 52,66 | 12         |
| Partit Socialista del País Valencià (PSPV-PSOE) | 8101      | 29,64     | 8          | 7994  | 33,14 | 9          | 5338  | 15,94 | 5          | 5372   | 21,88 | 6          | 6988   | 31,67 | 7          |
| Vox                                             | 4917      | 17,99     | 5          | 1867  | 7,74  | 2          | —     | —     | —          | —      | —     | —          | —      | —     | —          |
| Podem-Sí Se Puede (SSPSV)                       | 2343      | 8,57      | 2          | 1608  | 6,66  | 2          | 3567  | 13,32 | 3          | —      | —     | —          | —      | —     | —          |
| Compromís                                       | 1897      | 6,94      | 1          | 1423  | 5,90  | 1          | 2679  | 10,01 | 3          | 977    | 3,98  | 0          | 1053   | 4,77  | 0          |
| Ciudadanos (CS)                                 | 838       | 3,06      | 0          | 4501  | 18,66 | 5          | 3458  | 12,91 | 3          | —      | —     | —          | —      | —     | —          |
| Esquerra Unida del País Valencià (EUPV)         | Con Podem | Con Podem | Con Podem  | 2149  | 8,91  | 2          | 3569  | 13,33 | 3          | 3356   | 13,67 | 4          | 1875   | 8,50  | 0          |

## Evolución de la deuda viva municipal
El concepto de deuda viva contempla sólo las deudas con cajas y bancos relativas a créditos financieros, valores de renta fija y préstamos o créditos transferidos a terceros, excluyéndose, por tanto, la deuda comercial.
| Gráfica de evolución de la deuda viva del Ayuntamiento entre 2008 y 2023                                                         |
| |
| Deuda viva del Ayuntamiento de San Vicente del Raspeig, en miles de euros, según datos del Ministerio de Hacienda y Ad. Públicas |